# Маргулов, Рантик Джаванширович
}}
Рантик (Грант) Джаванширович Маргулов (16 сентября 1927 года — 11 июня 2021 года) — советский государственный и хозяйственный деятель.

## Биография
Родился в 1927 году в Баку. Член КПСС. В 1954 г. окончил Азербайджанский индустриальный институт по специальности «геология и разведка нефтяных и газовых месторождений» и аспирантуру при ВНИИгазе.
С 1945 года — на хозяйственной работе:
- рабочий, техник, инженер на Бакинских нефтегазопромыслах;
- главный геолог, начальник нефтегазопромыслового управления, начальник объединения «Бухаранефтегаз».
- 1966 по 1973 — главный инженер Технического управления и Первого Главного управления Мингазпрома, г. Москва;
- 1973 по 1978 — начальник Планово-экономического управления, член коллегии Мингазпрома.
- 1978 по 1981 — заместителем Министра газовой промышленности;
- 1981 по 1986 — первый заместитель Министра газовой промышленности СССР,
- 1986 по 1991 — первый заместитель Председателя Бюро Совета Министров СССР по топливно-энергетическому комплексу.

1991 — Президент общественной Международной топливно-энергетической ассоциации.
Жил в Москве.

## Педагогическая деятельность
Являлся профессором кафедры разработки и эксплуатации газовых и газоконденсатных месторождений РГУ нефти и газа.

## Награды, премии, почётные звания
- Орден Ленина
- Орден Трудового Красного Знамени (трижды)
- Государственная премия СССР.
- Почётная грамота Правительства Российской Федерации (11 сентября 1997) — за заслуги перед государством, многолетний добросовестный труд и в связи с 50-летием работы в топливно-энергетическом комплексе страны
- Лауреат премии имени академика И. М. Губкина (1975, 2012)
- Знак ордена Святого Александра Невского «За труды и Отечество»
- Действительный член Международной Инженерной академии
- Действительный член Российской академии естественных наук
- Заслуженный работник газовой промышленности
- Заслуженный инженер Узбекистана.

### Диссертация
- Маргулов, Рантик Джаванширович. Опытно-промышленная эксплуатация как метод получения исходных данных для комплексного проектирования разработки крупных газовых месторождений : на примере месторождения Газли : диссертация … кандидата технических наук : 05.00.00. — Москва, 1965. — 241 с. : ил.[1]